# Eresinopsides
Eresinopsides là một chi bướm ngày thuộc họ Lycaenidae.